# Ruacana
Ruacana es una población en la Región de Omusati en Namibia. Está situada en la frontera con Angola sobre el Río Cunene.
La población se desarrolló alrededor de una importante central hidroeléctrica subterránea y es también conocida por las Cascadas Ruacana, secas en gran parte actualmente.
- Datos: Q1013946
- Multimedia: Ruacana / Q1013946